# Rochambeau (1865)
Rochambeau blev bestilt under den amerikanske borgerkrig til Unionens flåde, og da den blev søsat i juli 1865, fik den navnet Dunderberg. Imidlertid var krigen på det tidspunkt forbi, og den amerikanske flåde havde intet behov for et stort, søgående panserskib, så købet blev annulleret og skibet kom aldrig i amerikansk tjeneste. Det hjalp heller ikke på interessen, at Dunderberg var bygget af umodnet tømmer med ringe holdbarhed, og at det på sin prøvetur i 1867 kun nåede op på 11,7 knob mod de 15 knob, der var lovet i købsaftalen. Dunderberg blev derfor sat til salg. Der gik rygter om at Preussen ville købe skibet, og dette ønskede man ikke i Frankrig, så derfor blev skibet indkøbt til den franske flåde i 1867, og fik her navnet Rochambeau, opkaldt efter den general, der kommanderede det franske korps under den sejrrige kampagne ved Yorktown i 1781.

## Konstruktion
Dunderberg blev konstrueret som en forbedret udgave af Konføderationens panserskib Virginia, der i marts 1862 havde gjort stor skade på de skibe fra U.S. Navy, der blokerede Virginias kyst ved Hampton Roads. Dunderberg var noget større – faktisk det længste skruedrevne træskib, der er blevet bygget – og fik derved også plads til master, så skibet fik større aktionsradius. Kanonerne var samlet i en kasemat midtskibs, men pansringen var ikke specielt kraftig.

## Tjeneste
Som nævnt blev Dunderberg solgt til Frankrig. Prisen i juni 1867 var 10,2 mio. franc, og den følgende måned forlod skibet New York med kurs mod Cherbourg, hvortil det ankom i august. Samme måned blev det omdøbt til Rochambeau, og under prøvesejladsen i Frankrig lykkedes det faktisk at presse skibet op på de lovede 15 knob. I 1868 blev panserskibet forsynet de nyeste franske kanoner, men det blev kun udrustet en enkelt gang, nemlig i forbindelse med krigen mod Tyskland i 1870. Rochambeau forlod Cherbourg i august 1870, med kurs mod Frederikshavn i august 1870, og i september sluttede det sig til den franske eskadre i Østersøen ved Langeland. Allerede den 24. september forlod det eskadren ud for Skagen, og stævnede tilbage mod Cherbourg. Konstruktionsmæssigt var skibet vidt forskelligt fra de traditionelle franske panserfregatter, og da det stod klart, i hvor dårlig stand, tømmeret var, blev Rochambeau allerede i november 1870 overført til reserven. I marts 1871 blev kanonerne fjernet, og i 1872 blev skibet kasseret, og derefter ophugget omkring 1874.

## Eksterne links
- Periodens franske panserskibe (på fransk) Arkiveret 16. februar 2018 hos  Wayback Machine

- Wikimedia Commons har flere filer relateret til Rochambeau (1865)